# Osorio Martínez
Osorio Martínez (antes de 1108-batalla de Lobregal, marzo de 1160) fue un magnate leonés durante el reinado de Alfonso VII. Miembro del linaje de los Flaínez e hijo segundogénito del conde Martín Flaínez y de su esposa Sancha Fernández es el origen del linaje leonés de los Osorio y Villalobos, los condes de Lemos, marqueses de Astorga, los condes de Trastámara, los señores de Cabrera y Ribera y probablemente de los linajes portugueses de Ribeira, Vasconcelos, Alvelo, Machado y Berredo.

## Familia
Sus padres fueron el conde Martín Flaínez, miembro destacado del linaje leonés de los Flaínez, y Sancha Fernández, hija del conde Fernando González y Trigidia Gutiérrez. Era primo hermano de Gutierre Fernández de Castro y de Rodrigo Fernández de Castro el Calvo, hijos de Fernando García de Hita y de Mayor cognomento Trigidia Fernández, tía materna del conde Osorio. Sus hermanos fueron el conde Rodrigo y Pedro Martínez, abuelo de Gontrodo García, la esposa de Tello Pérez de Meneses.
«Su matrimonio lo vinculó a las familias reinantes en León y en Portugal» debido a que su esposa, Teresa Fernández, era hija de la infanta Elvira Alfónsez, hija  del rey Alfonso VI de León y su amante Jimena Muñoz y hermana de Teresa Alfónsez, la madre de Alfonso I, el primer rey de Portugal y, por tanto, primo hermano de la esposa del conde Osorio.

## Vida y carrera militar

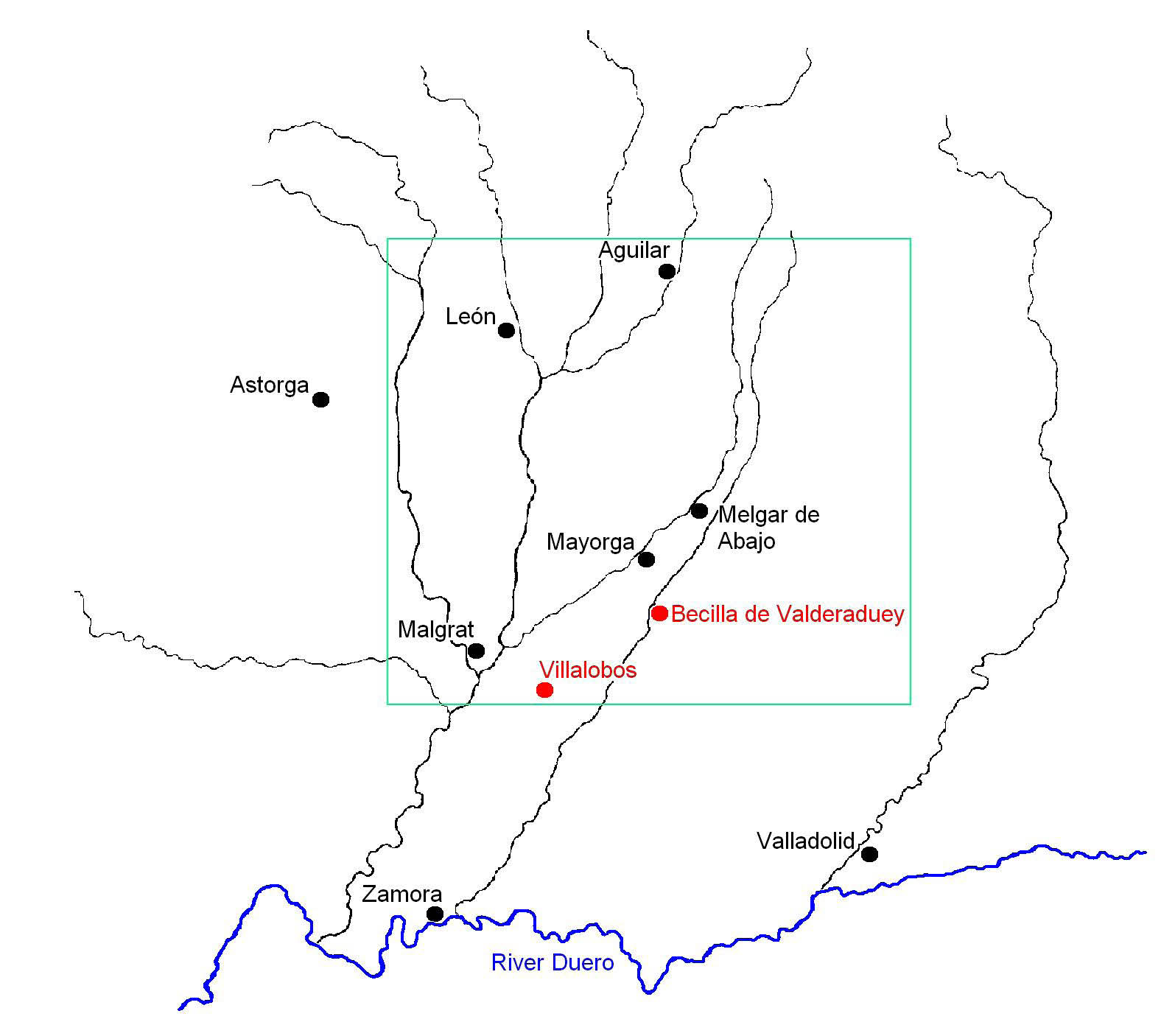
Las tenencias del conde Osorio Martínez en León

Su primer cargo público fue como tenente de Melgar, tenencia que compartía con su hermano Rodrigo a quien acompañó en 1130 para sofocar la revuelta nobiliaria encabezada por Pedro Díaz de Valle, padre de Gontrodo Pérez, y otros magnates del reino. Cuando falleció su hermano Rodrigo en 1138, acompañó su cadáver hasta la ciudad de León donde fue enterrado junto a sus padres en el panteón familiar que se hallaba posiblemente en el monasterio de San Pedro de los Huertos.
Osorio sucedió a su hermano en la dignidad condal y en varias de sus tenencias, incluyendo Aguilar y las torres de León. También luchó con el emperador en los asedios de Almería en 1147, Córdoba y Jaén. Tuvo muchas propiedades en Tierra de Campos, Liébana y en León y ejerció la tenencia de Mayorga entre 1131 y 1133, Villamayor y Ribacetera en 1130 y 1141, de Benavente entre 1139 y 1141, así como la de Ribera en 1141. Asimismo, fue señor del condado de Villalobos en 1147, 1150, 1157 y 1159 y en Arnales en 1157.
El conde Osorio se ausentó del reino de León, posiblemente exiliado, entre 1142 y principios de 1147.  Pudo ser por haber exigido la herencia de su hermano Rodrigo que murió sin descendencia, lo que provocó la ira regia. El rey Alfonso VII entregó las tenencias que había gobernado a su pariente Ramiro Froilaz. Durante este intervalo, aparece en la corte del rey portugués donde confirmó diplomas reales, el primero el 26 de mayo de 1146 y el último el 21 de enero de 1147.  Calderón Medina y Martins Ferreira sospechan que el conde Osorio se refugió en esa región, en las tierras de Santa Maria da Feira y Gaia, porque ahí vivía su hijo Munio Osórez junto con su mujer, Boa Nunes de Grijó.
En 1147, Osorio ya estaba de vuelta en el reino de León cuando él y su esposa otorgaron fueros a Villalonso y Benafarces. Ya le habían sido devueltas las tenencias y parte de las propiedades que el rey Alfonso VII, primo hermano de su esposa, le había arrebatado.
El conde Osorio Martínez se pasó a Castilla, por razones desconocidas, a la muerte del rey Alfonso VII. Esta nueva lealtad del conde, debido a la posición estratégica de sus propiedades y tenencias, agravó las desavenencias existentes entre Fernando II de León y su hermano Sancho III de Castilla lo cual desembocó en el Tratado de Sahagún. En una de las cláusulas de este tratado, firmado en Sahagún el 23 de mayo de 1158, se estipulaba que el rey Sancho devolvería a su hermano el rey Fernando, todas las tierras que le había arrebatado «pero a condición de que las tengan en fidelidad los condes Ponce, Osorio (Martínez) y Ponce de Minerva». El conde Osorio, sin embargo, podía retener su parte como juro de heredad, «sin más obligaciones que las que existen para con el rey sobre las heredades»
El conde Osorio volvió a servir el rey de León aunque más tarde se pasó de nuevo al servicio del rey de Castilla. Murió en la batalla de Lobregal en 1160 en manos de su yerno, Fernando Rodríguez de Castro, esposo de su hija Constanza, después repudiada por su marido quien contrajo un nuevo matrimonio con Estefanía Alfonso.

## Matrimonio y descendencia
El conde Osorio contrajo matrimonio con Teresa Fernández, señora de Villalobos, hija del conde Fernando Fernández de Toro y de la condesa Elvira Alfónsez, hija  del rey Alfonso VI de León y de Jimena Muñoz.  De este matrimonio nacieron los siguientes hijos:
- Gonzalo Osorio (m. c. 1180), de él vienen los Osorio y los Villalobos[a]
- Fernando Osorio, según Salazar y Acha, falleció joven antes de 1170.[16] Margarita Torres dice que estuvo al servicio del rey Alfonso IX de León y que en 1199 ejercía la tenencia de Lemos.[17]
- Rodrigo Osorio, fallecido antes del 1 de febrero de 1141.[16]

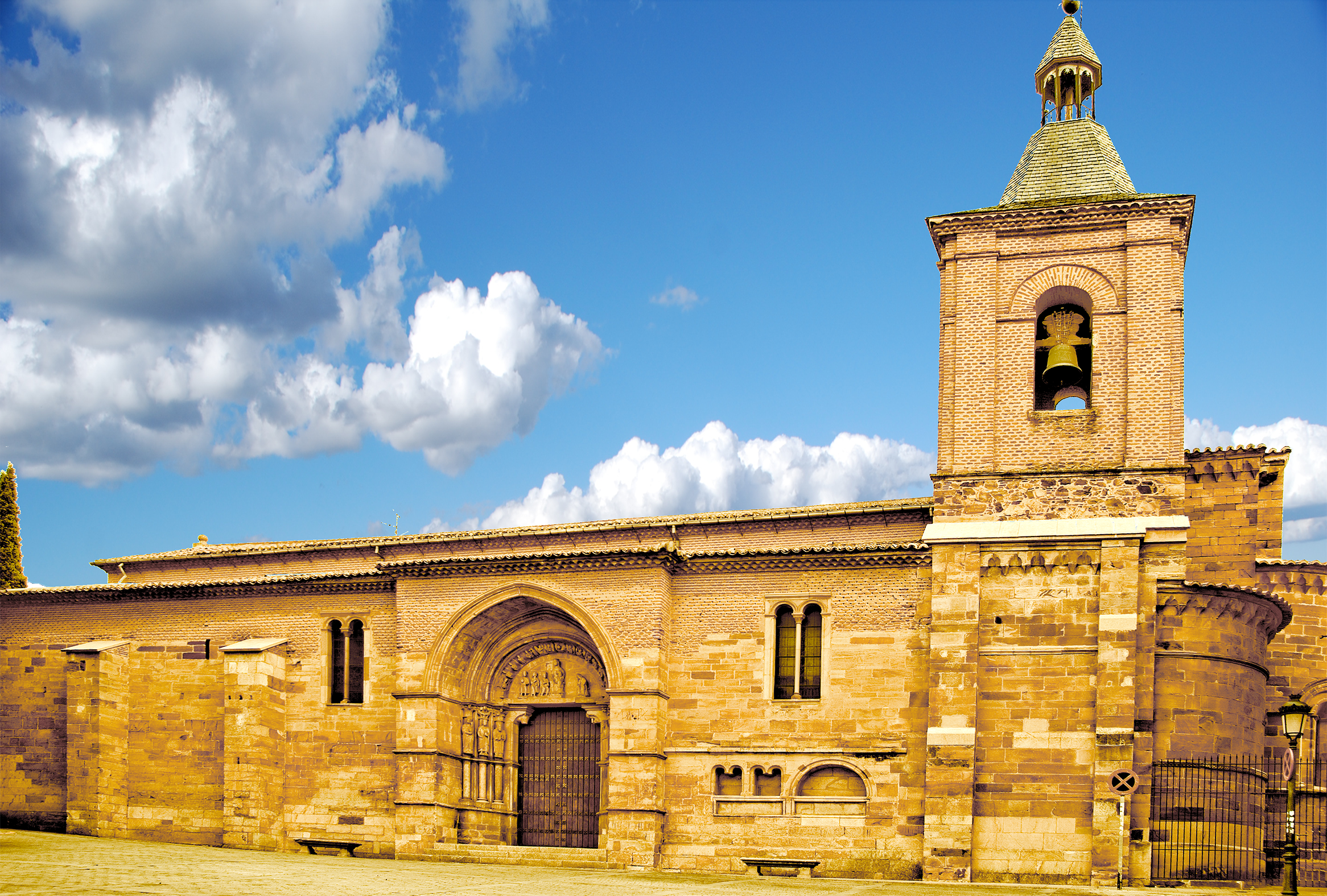
Iglesia de San Juan del Mercado en Benavente, que mandó a construir Aldonza Osorio

- Constanza Osorio (m. después de 1180), la primera esposa de Fernando Rodríguez de Castro el Castellano. Fue repudiada por su marido, quien había matado a su padre el conde Osorio en la batalla de Lobregal. Volvió a casar en febrero de 1165 con Pedro Arias y fueron padres de Rodrigo Pérez de Villalobos y Estefanía Pérez.[16]
- Elvira Osorio, contrajo un primer matrimonio con el magnate gallego Nuño Fernández de quien tuvo dos hijos: Nuño y Urraca Núñez.[10] Después se casó con Gutierre Rodríguez de Castro, hijo de Rodrigo Fernández de Castro el Calvo.[16] Rodrigo ejerció varias tenencias, entre ellas Lemos y Sarria.[b] Un 29 de mayo entre 1188 y 1218, Elvira y su segundo esposo, Gutierre Fernández de Castro, donaron a la Orden de San Juan el monasterio de San Félix de Incio. El documento lo confirma el matrimonio, los hijos habidos de su primer matrimonio, Nuño y Urraca Nuñez, así como Fernando, García, Pedro y Sancha, los hijos de ambos.[19] Elvira recibió sepultura al lado de su abuela la infanta Elvira en una capilla en el Monasterio de Sahagún.[17]

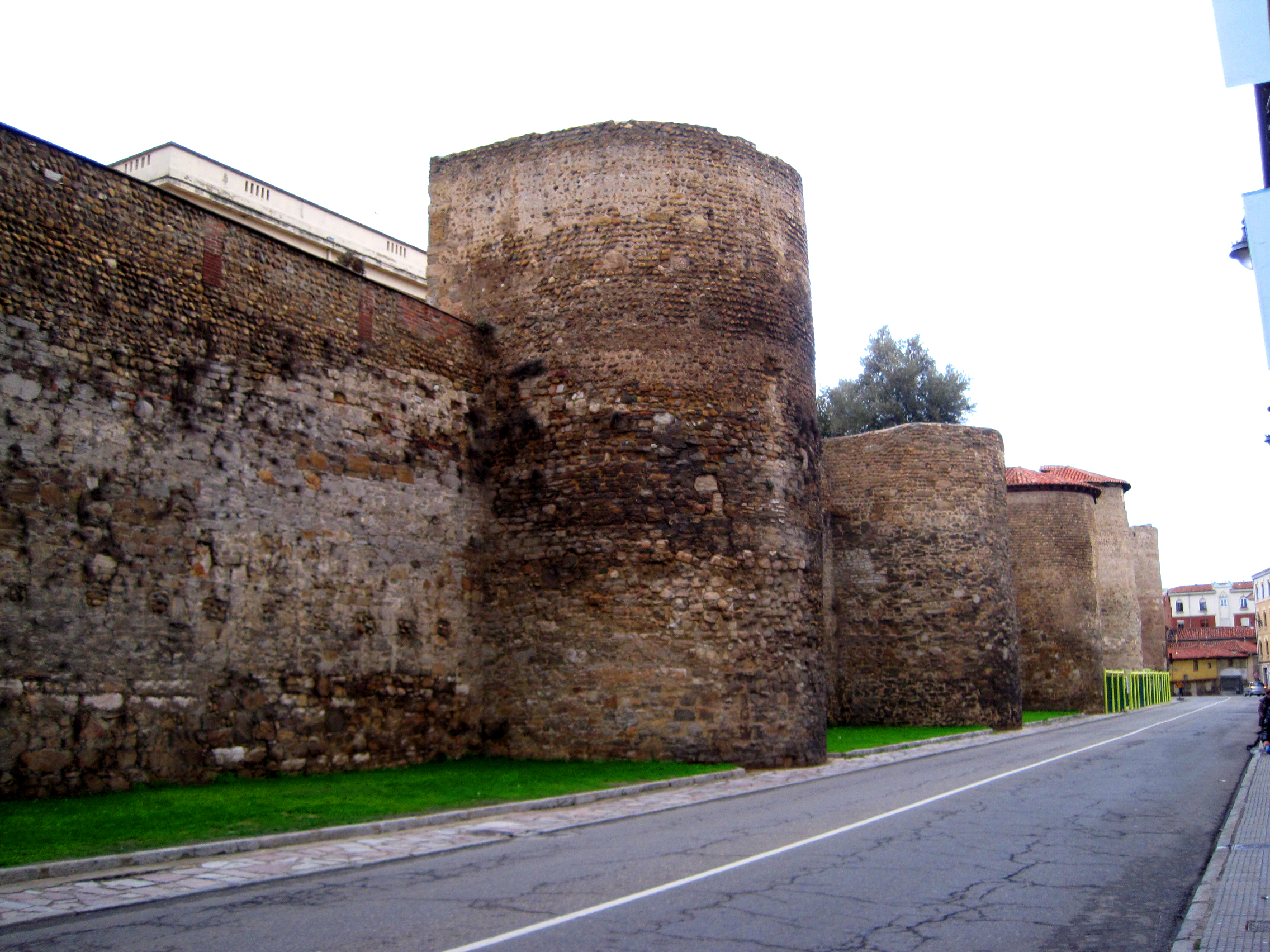
Muralla de la ciudad de León que fue gobernada por el conde Osorio Martínez

- Sancha Osorio (m. d. de 1180)[10]
- Aldonza Osorio, falleció un 2 de enero después de 1181 según consta en el Obituario de la Catedral de León donde se menciona que en ese día falleció domna Aldoncia Osorii que dedit canonicis ...domos suas de Legione.[4][c] Aldonza mandó a construir la iglesia de San Juan del Mercado en Benavente. Parece que necesitó más apoyo económico para tal fin que recibió en septiembre de 1181 del prior hospitalario.[20]
- Jimena Osorio (m. c. 1201), fue la segunda esposa de Rodrigo Gutiérrez Girón, matrimonio sin descendencia.[d] Jimena, igual que su hermana Elvira, fue enterrada en la capilla fundada por su abuela la infanta Elvira en el Monasterio de Sahagún.
- Teresa Osorio (m. d. de 1180)[e]

## Posible descendencia en Portugal
Los medievalistas Inés Calderón Medina y João Paulo Martins Ferreira sugieren que el conde Osorio Martínez es el mismo personaje conocido como el «conde Osorio» en Portugal. Durante su exilio en Portugal por sus diferencias con Alfonso VII, Osorio fue acompañado por un hijo suyo y de su esposa Teresa Fernández llamado Munio Osórez, probablemente el hijo primogénito.  El Nobiliario del conde de Barcelos, afirma que Munio Osórez era hijo del conde Osorio y «no se registra ningún otro Osorio con la dignidad condal en Portugal, Galicia, León, Castilla o los restantes reinos peninsulares por lo que consideramos que no existe duda alguna de que se refiere a Osorio Martínez».
Munio contrajo matrimonio con Boa Nunes de Grijó antes de 1138. De este matrimonio nacieron tres hijos: Paio Moniz da Ribeira –quien a la muerte de su padre asumió la jefatura de la familia en el Reino de Portugal–; Martim Moniz de Cabreira; y María Moniz. Su hijo Paio Moniz da Ribeira contrajo matrimonio con Urraca Nunes de Braganza; Martim se casó con Teresa Afonso de quien tuvo a Pedro Martins da Torre, genearca de los Vasconcelos, João Martins Salsa, casado con Urraca Viegas, el origen del linaje de los Alvelo; y Martim Martins de Cabreira, arcediano de Braga. María Moniz, hija de Munio Osórez, no se casó aunque de una relación ilegítima fue la antepasada de los Machado.

## Casa de Osorio
Varios genealogistas, siguiendo a Luis de Salazar y Castro y a otros antiguos autores, hacían descender al linaje Osorio del conde Osorio Gutiérrez y este último de un legendario «Don Osorio». Estudios más recientes, especialmente por parte de los medievalistas José M. Canal Sánchez-Pagín y Jaime de Salazar y Acha, documentan el origen de este linaje y confirman su descendencia del conde Osorio Martínez cuya filiación también ha sido objeto de controversia. El historiador Pascual Martínez Sopena en su obra Tierra de Campos (1985) sostenía que Osorio y sus hermanos Rodrigo y Pedro Martínez habían sido hijos del conde Martín Alfonso. Sin embargo, después reconsideró y aceptó que el progenitor de los tres magnates había sido el conde Martín Flaínez y que, por consiguiente, este linaje, el de los Osorio que después fueron condes de Astorga, es de origen leonés y no es el mismo que el linaje gallego de los Osorio que descienden del conde Hermenegildo Gutiérrez. En su artículo sobre el conde Rodrigo de León, o sea, el conde Rodrigo Martínez, hermano de Osorio Martínez, Martínez Sopena aclara que siguiendo la tradición historiográfica, suponía que estos hermanos eran hijos del conde Martín Alfonso pero que después de sopesar los argumentos de Canal Sánchez-Pagín y de Salazar y Acha, sucribe la genealogía propuesta por ambos sin reservas.